# Kevin Serna
Kevin Steven Serna Jaramillo (Popayán, 22 de dezembro de 1997) é um futebolista colombiano naturalizado peruano que atua como ponta-direita. Atualmente joga pelo Fluminense.

## Carreira

### Início
Serna iniciou sua trajetória nas categorias de base do Deportes Tolima e teve uma breve passagem pelo Porto em Portugal.
Começou sua carreira profissional em 2019 no Sportivo Luqueño, do Paraguai. Após isso, atuou por Los Chankas e ADT no futebol peruano, onde se destacou por sua velocidade e capacidade de drible. Em 2024, foi contratado pelo Alianza Lima.

### Fluminense
Em 22 de julho de 2024, o Fluminense anunciou a contratação de Serna. O clube pagou US$ 1,8 milhão (à cotação da época, aproximadamente R$ 9,7 milhões) por 70% dos direitos econômicos do atacante, com vínculo até o final de 2027. O jogador havia se destacado em partidas contra a própria equipe brasileira na Libertadores de 2024, quando ainda atuava pelo Alianza Lima.
Em sua estreia contra o Palmeiras pelo Campeonato Brasileiro, Serna entrou no segundo tempo e deu a assistência para o gol da vitória por 1 a 0, marcado por Jhon Arias. A atuação chamou a atenção da torcida e da comissão técnica, que destacaram sua velocidade, dribles curtos e confiança em jogos decisivos.
Ao longo da temporada, continuou a ser decisivo. Na vitória por 2 a 0 sobre o Atlético-MG, marcou seu primeiro gol pelo clube e foi eleito o melhor em campo. Além disso, teve papel crucial na reta final do Brasileirão, marcando gols nas vitórias sobre Cuiabá e, na última rodada, novamente contra o Palmeiras, resultados que garantiram a permanência do Fluminense na Série A e a classificação para a Copa Sul-Americana de 2025.

## Estatísticas
Atualizadas até 16 de agosto de 2025.
| Clube             | Temporada         | Campeonato nacional | Campeonato nacional | Campeonato nacional | Copa nacional[a] | Copa nacional[a] | Copa nacional[a] | Competições continentais[b] | Competições continentais[b] | Competições continentais[b] | Outros torneios[c] | Outros torneios[c] | Outros torneios[c] | Total | Total | Total   |
| Clube             | Temporada         | Jogos               | Gols                | Assist.             | Jogos            | Gols             | Assist.          | Jogos                       | Gols                        | Assist.                     | Jogos              | Gols               | Assist.            | Jogos | Gols  | Assist. |
| ----------------- | ----------------- | ------------------- | ------------------- | ------------------- | ---------------- | ---------------- | ---------------- | --------------------------- | --------------------------- | --------------------------- | ------------------ | ------------------ | ------------------ | ----- | ----- | ------- |
| Sportivo Luqueño  | 2019              | 4                   | 1                   | 0                   | —                | —                | —                | —                           | —                           | —                           | —                  | —                  | —                  | 4     | 1     | 0       |
| Sportivo Luqueño  | 2020              | 16                  | 0                   | 1                   | —                | —                | —                | —                           | —                           | —                           | —                  | —                  | —                  | 16    | 0     | 1       |
| Sportivo Luqueño  | Total             | 20                  | 1                   | 1                   | —                | —                | —                | —                           | —                           | —                           | —                  | —                  | —                  | 20    | 1     | 1       |
| Los Chankas       | 2021              | 22                  | 11                  | 0                   | 2                | 0                | 0                | —                           | —                           | —                           | —                  | —                  | —                  | 24    | 11    | 0       |
| Los Chankas       | Total             | 22                  | 11                  | 0                   | 2                | 0                | 0                | —                           | —                           | —                           | —                  | —                  | —                  | 24    | 11    | 0       |
| ADT               | 2022              | 34                  | 9                   | 8                   | —                | —                | —                | —                           | —                           | —                           | —                  | —                  | —                  | 34    | 9     | 8       |
| ADT               | 2023              | 36                  | 6                   | 8                   | —                | —                | —                | —                           | —                           | —                           | —                  | —                  | —                  | 36    | 6     | 8       |
| ADT               | Total             | 70                  | 15                  | 16                  | —                | —                | —                | —                           | —                           | —                           | —                  | —                  | —                  | 70    | 15    | 16      |
| Alianza Lima      | 2024              | 17                  | 1                   | 3                   | —                | —                | —                | 6                           | 2                           | 0                           | —                  | —                  | —                  | 23    | 3     | 3       |
| Alianza Lima      | Total             | 17                  | 1                   | 3                   | —                | —                | —                | 6                           | 2                           | 0                           | —                  | —                  | —                  | 23    | 3     | 3       |
| Fluminense        | 2024              | 16                  | 3                   | 2                   | 2                | 0                | 0                | 3                           | 0                           | 0                           | —                  | —                  | —                  | 21    | 3     | 2       |
| Fluminense        | 2025              | 15                  | 3                   | 2                   | 6                | 1                | 1                | 9                           | 2                           | 0                           | 12                 | 2                  | 2                  | 42    | 7     | 5       |
| Fluminense        | Total             | 21                  | 6                   | 4                   | 8                | 1                | 1                | 13                          | 3                           | 0                           | 12                 | 2                  | 2                  | 64    | 11    | 7       |
| Total na carreira | Total na carreira | 150                 | 34                  | 24                  | 10               | 1                | 1                | 19                          | 5                           | 0                           | 12                 | 2                  | 2                  | 201   | 41    | 27      |

- a. ^ Jogos da Copa Colômbia e Copa do Brasil
- b. ^ Jogos da Copa Libertadores, Mundial de Clubes e Copa Sul-Americana
- c. ^ Jogos do Campeonato Carioca